# 三佛寺 (北京市)
三佛寺是位于中国北京市朝阳区三丰胡同的一座藏传佛教格鲁派寺院。现已无存。

## 历史
三佛寺建于清朝顺治初年，乾隆中期即列于北京喇嘛庙二十八座数之内。清朝，三佛寺是理藩院直属喇嘛庙之一。
《内务府奏销档》记录了乾隆三十九年（1774年）三佛寺粘修情况：
（乾隆三十九年二月）二十四日奴才英廉、刘浩谨奏，为奏闻估需工料银两事，准理藩院折奏内开，据章嘉胡图克图报称，朝阳门外三佛寺，于顺治六年系阿旺扎穆扬胡图克图居住之庙，此寺建立以来，并未粘修，年月久远，天王殿前殿、中殿、后殿共十四间，僧房六十七间，吗呢杆二座，头停瓦片脱落渗漏处甚多，所有柱木柁梁皆糟烂，山檐墙并周围大墙多有倒坏闪裂，今若不及时修理，惟恐渐致朽烂，遂至官庙倒坏，糜费钱粮，恳请由部转行，按例修理，等因，前来经派员往验损坏是实，查此寺系京城二十八座数内，之庙，今有达喇嘛一名、食粮喇嘛二十八名居住，似应动官项修理，请交内务府衙门派员勘估修理，等因，乾隆三十八年七月初十日具奏。奉旨：知道了，钦此。钦遵。移咨前来。奴才英廉、刘浩随率员前往该寺详细查勘，得三佛寺天王殿三间，头停渗漏，前殿三间，中殿三间，后殿五间，后殿抱厦三间，头停渗漏、墙垣闪裂，前殿抱厦三间，大木走错脱榫：以上殿宇四座，计十四间，檩柱椽望糟朽，石料破坏，砖块酥碱，吗呢杆二座，木植糟朽，僧房六十七间，头停渗漏、瓦片破坏，山檐墙间有土坯成砌，坍塌倒坏者亦多，更兼柱木柁檩糟朽、装修破损，周围大墙凑长一百十七丈，上身俱系土坯，多半倒坏，询据该寺喇嘛称，此寺自顺治六年以来，迄今百有余年并未动项修理。再查此寺正殿三层，唯中殿有配殿，前后两殿两边有群房而无配殿，不合体式，应于前殿后殿两边僧房内相其适中配房三间，各接盖前廊，三间改为配殿，以肃观瞻，且前后院落远近不一，僧房建盖亦甚参差，若大加修葺未免糜费钱粮，今拟将天王殿三间、大殿三间、后殿五间、抱厦六间，头停渗漏墙垣闪裂者，照旧式揭□□瓦修理，其中殿三间，每间后龛供三宝佛一尊，次间两山，供八大菩萨八尊，后檐系檐墙三堵，并无后门，佛像原在后龛，并不贴墙，自应将后檐明间檐墙拆去，添安木□鬲扇一槽，成砌踏跺一座，以通后殿，始合体制。僧房六十七间内，有头停渗漏者九间，照旧揭□□瓦头停，又瓦片破坏墙垣坍塌者四十一间，照旧拆盖。其余天王殿南边向东房三间，挪于向北盖造后檐房一间，中殿两山房四间，北院房九间，共房十四间，参差错落，甚不适观，应挪于后殿前旧有僧房之两山各接盖七间，以取整齐。周围大墙上身土坯改用旧砖成砌，添换吗呢杆二座。如此修理似于庙貌整肃，而钱粮不致多糜。惟查此庙年久未修，木植糟朽者居多，未经拆卸不能得其确数，碍难估计，所有木植一项应俟拆卸，奴才等亲往详查，将应换木植数目及成做工价另行据实具奏，其余所需办买石料、砖瓦、灰斤等项物料，以及各作工价运脚油画裱糊粘补佛像等工，除颜料桅木架木向户工二部领用，停城砖向城工存剩砖块内取用，旧砖向宁寿宫拆存旧砖内取用外，按例估需银八千七百十三两二钱七厘，请向广储司银库支领，派员购办物料妥固修理，统俟工竣后奴才等另行率员详细查核，据实奏销。谨将估需工料银两分晰细数清单并该寺旧有殿座僧房及拟挪僧房绘图，一并恭呈御览，为此谨奏等因，缮片，与二十四日具奏。奉旨：准其修理，钦此。
六世班禅停灵于黄寺期间，三佛寺札萨克喇嘛曾献白银十两、誦经哈达一条、白花绢十条、上等缎子。
释妙舟《蒙藏佛教史》载，“三佛寺。在朝阳门外喇嘛寺胡同南口，路东之东森里。寺旧共四进，年久失修，多已颓废。三进圮为平地，二进仅余殿柱，惟山门及四进尚存。寺内喇嘛额定十三名。”
1956年，三佛寺被拆毁。
三佛寺位于三丰胡同以南，观音寺胡同南段（后为朝外二条南段，现为朝外西街）东侧，现为三丰里。